# Żurawica (gemeente)
De gemeente Żurawica is een landgemeente in het Poolse woiwodschap Subkarpaten, in powiat Przemyski.
De zetel van de gemeente is in Żurawica.
Op 30 juni 2004 telde de gemeente 12 165 inwoners.

## Oppervlakte gegevens
In 2002 bedroeg de totale oppervlakte van gemeente Żurawica 95,37 km², waarvan:
- agrarisch gebied: 78%
- bossen: 11%

De gemeente beslaat 7,86% van de totale oppervlakte van de powiat.

## Demografie
Stand op 30 juni 2004:
| Omschrijving                   | Totaal | Totaal | Vrouwen | Vrouwen | Mannen | Mannen |
| ------------------------------ | ------ | ------ | ------- | ------- | ------ | ------ |
| eenheid                        | aantal | %      | aantal  | %       | aantal | %      |
| inwoners                       | 12 165 | 100    | 6136    | 50,4    | 6029   | 49,6   |
| bevolkingsdichtheid (inw./km²) | 127,6  | 127,6  | 64,3    | 64,3    | 63,2   | 63,2   |

In 2002 bedroeg het gemiddelde inkomen per inwoner 1391,51 zł.

## Administratieve plaatsen (sołectwo)
Batycze, Bolestraszyce, Buszkowice, Buszkowiczki, Kosienice, Maćkowice, Orzechowce, Wyszatyce, Żurawica.
Zonder de status sołectwo : Baraki, Wola Maćkowska.

## Aangrenzende gemeenten
Medyka, Orły, Przemyśl, Przemyśl, Rokietnica, Stubno